# Velhornschloss
Das Velhornschloss ist ein ehemaliges Herrenhaus in Schnaittach im Landkreis Nürnberger Land. Es ist heute Teil des örtlichen Caritas-Jugendhilfezentrums.

## Geschichte
Das so genannte Velhorn-Schloss wurde bis 1727 von Johann Leonhard Velhorn, dem kurbayerischen Pflegamtsverwalter zu Schnaittach, errichtet. Er wurde von seinem Sohn Johann Friedrich Anton (1695–1767) beerbt, der 1749 geadelt wurde. Dritter Besitzer aus der Familie wurde Johann Wolfgang Alois von Velhorn (1734–1789). Seine Tochter Josefa von Velhorn heiratete 1796 den Schnaittacher Bürger Wolfgang Reiser. 1822 ging das Schloss an den Schnaittacher Ziegeleibesitzer Johann Baptist Schmauss, Schwiegersohn der Reisers, über. Dessen Enkel Albert Schmauss verkaufte das Schloss an Friedrich Reck-Malleczewen. 
1925 wurde das Schloss von der Caritas übernommen, die es zu einem Fürsorgeheim und zu einer Kleinkinderschule ausbaute. Zwischen 1943 und 1945 waren in den Räumen ein Lazarett und ein Hilfskrankenhaus untergebracht. Heute ist das Schloss Teil des Caritas-Jugendhilfezentrums, dessen Gebäude sich im ehemaligen Schlossgarten erstrecken. 

## Baudenkmal
Das Bauwerk ist der Liste der Baudenkmäler in Schnaittach aufgeführt (Aktennummer D-5-74-155-8):
- Herrensitz, ehemaliges Velhornschloss: Zweigeschossiger Walmdachbau, Sandstein, 1722
- Portalnische mit Pietàgruppe: Holz, Mitte 18. Jahrhundert
- Torpfosten: Sandstein, 18. Jahrhundert